# Rachael Carpani
Rachael Carpani, née Rachael Ann Carpani le 24 août 1980 à Sydney en Australie, est une actrice australienne.

## Biographie
Elle est principalement connue pour son rôle de Cathy Dollanganger dans Les Enfants du péché : Secrets de famille et de Jodi Fountain dans la série Le Ranch des McLeod.

## Filmographie

### Cinéma
- 2005 : Hating Alison Ashley : Valjoy Yurken
- 2009 : Triangle : Sally
- 2016 : The Umbrella Man : Annie Brennan
- 2020 : The Way Back : Diane
- 2020 : The Very Excellent Mr. Dundee : Angie
- 2022 : Beat : Susan

### Téléfilms
- 2008 : 2012 - Terre Brûlée : Susan Shapiro
- 2010 : True Blue : Tess Flynn
- 2014 : L'Infirmière du Cœur : Emma
- 2015 : Les Enfants du Péché : Cathy
- 2017 : Sous l'Emprise de ma Meilleure Amie : Sami Summers

### Séries télévisées
- 2001 : Summer Bay : Miranda
- 2001 - 2008 : Le Ranch des McLeod : Jodi Fountain
- 2009 : NCIS : Los Angeles : Amy
- 2011 : Against the Wall : Abby Kowalski
- 2014 : Stalker : Kristin Patterson